# Richard Schmidt (szermierz)
Richard Schmidt (ur. 10 lipca 1992) – niemiecki szpadzista, brązowy medalista mistrzostw świata.
Podczas mistrzostw świata w Lipsku w 2017 roku wywalczył brązowy medal w turnieju indywidualnym. Wyprzedzili go jedynie Włoch Paolo Pizzo i Estończyk Nikolai Novosjolov. Był też między innymi szósty w zawodach drużynowych na mistrzostwach świata w Mediolanie w 2023 roku.
Zdobył ponadto brązowy medal indywidualnie na mistrzostwach Europy w Nowym Sadzie w 2018 roku. 